# 大阪府第4区
大阪府第4区（おおさかふだい4く）は、日本の衆議院議員総選挙における選挙区。1994年（平成6年）の公職選挙法改正で設置。2017年に区割が変更された。

## 区域

### 現在の区域
2017年（平成29年）公職選挙法改正以降の区域は以下のとおりである。2017年の区割変更では、東成区が1区に移動。
- 大阪市
  - 北区
  - 都島区
  - 福島区
  - 城東区

大阪市の中北部、いわゆる梅田（通称：キタ）を主体とする選挙区である。中選挙区制時代は旧2区に属していた。
近年梅田北ヤードなどを中心とした再開発により都心回帰が進行、人口は増加傾向にある。オフィスの多い北区や住宅地化が進んでいる都島区以外は町工場や運送基地、商店街などが多く、総じて人口密度は高い。選挙区の面積は34.02km2で全国でも8番目に狭いが、北区・都島区・福島区は梅田の生活圏となっているのに対して城東区南部やかつて当選挙区に属していた東成区はミナミの生活圏に近く、小選挙区以外での全体としてのまとまりは比較的薄い。なお大阪市役所はこの4区（北区）に、大阪府庁は隣の1区（中央区）に所在する。

### 2017年以前の区域
1994年（平成6年）公職選挙法改正から2017年の小選挙区改定までの区域は以下のとおりである。
- 大阪市
  - 北区
  - 都島区
  - 福島区
  - 東成区
  - 城東区

## 歴史
古くからの中小企業経営者や名士などが多く地元色・保守色が強かった隣の旧1区とは異なり無党派層が多く、またこの地域を地盤としている政治家が少なかったこともあって長年与野党が乱戦を繰り広げてきた。その結果、本選挙区は大阪府下では第47回衆議院議員総選挙まで10区と並び過去7回の選挙において小選挙区で連続当選した候補者の存在しない選挙区となっていた。
2005年に行われた第44回衆議院議員総選挙では前回比例復活だった中山泰秀が小泉人気の支えもあって小選挙区で初勝利を遂げた。しかし2009年に行われた第45回衆議院議員総選挙では、民主党の吉田治が政権交代を訴えて全国的な追い風に乗り小選挙区を奪取、国会に返り咲いた。さらに、2012年の第46回衆議院議員総選挙では日本維新の会の新人村上政俊が中山を僅差で（中山は比例復活）、吉田を大差で破り初当選した。
2014年の第47回衆議院議員総選挙では日本維新の会が分党して発足した維新の党は、大阪維新の会所属の大阪市会議員である吉村洋文を擁立し、吉田が民主党の公認を得られず無所属で出馬するなど野党候補者が様変わりを見せる中で、中山が第44回以来となる小選挙区当選を果たし、吉村と日本共産党の清水忠史が比例復活により初当選した。翌2015年に吉村は議員辞職し、橋下徹の後継として大阪市長選挙へ立候補し初当選を果たし、第20代大阪市長に就任した。
2017年に当選挙区で初の区割変更が実施され、東成区が大阪府第1区に移動した。直後の同年秋の第48回衆議院議員総選挙では、民進党が希望の党への合流並びに日本維新の会との間で大阪府下の小選挙区に候補者を擁立しない協力を受けて、民進党から希望の党に移籍した吉田は比例北陸信越ブロックの単独候補として国替え出馬となった。その中で、中山が清水や大阪市会議員を辞職し出馬した日本維新の会の美延映夫の比例復活をさせることなく初の小選挙区連続当選を果たした（ただし、清水は宮本岳志が補欠選挙出馬に伴い議員を失職したことにより2019年4月17日に、美延は谷畑孝が体調不良により議員辞職したことにより2020年4月16日に、それぞれ繰り上げ当選を果たした）。
2021年の第49回衆議院議員総選挙では前回と同じ顔ぶれに加えて吉田が立憲民主党公認を得て第47回以来の出馬となった中、日本維新の会の勢いに乗った美延が中山に大差をつけて初の小選挙区勝利で再選を果たした。中山・吉田・清水の3人は比例重複立候補者であったが、全員が比例復活できず落選した。
2024年の第50回衆議院議員総選挙を前に中山が2018年からの5年間で派閥から受けていた計908万円のキックバックを政治資金収支報告書に記載されてなかったのが発覚。これを受けて党は中山を戒告及び総選挙での比例重複立候補なしの処分とした。また、維新は大阪府第9区を除く府内全18選挙区で比例重複を認めない方針を決め、引き締めを図った。これにより選挙戦で比例重複候補となったのは清水のみとなり、加えて参政党や無所属からも立候補者が出たが、美延が中山らを大差で破り小選挙区再選を果たした。

## 小選挙区選出議員
| 選挙名                 | 年     | 当選者   | 党派         |
| ---------------------- | ------ | -------- | ------------ |
| 第41回衆議院議員総選挙 | 1996年 | 前田正   | 新進党       |
| 第42回衆議院議員総選挙 | 2000年 | 中山正暉 | 自由民主党   |
| 第43回衆議院議員総選挙 | 2003年 | 吉田治   | 民主党       |
| 第44回衆議院議員総選挙 | 2005年 | 中山泰秀 | 自由民主党   |
| 第45回衆議院議員総選挙 | 2009年 | 吉田治   | 民主党       |
| 第46回衆議院議員総選挙 | 2012年 | 村上政俊 | 日本維新の会 |
| 第47回衆議院議員総選挙 | 2014年 | 中山泰秀 | 自由民主党   |
| 第48回衆議院議員総選挙 | 2017年 | 中山泰秀 | 自由民主党   |
| 第49回衆議院議員総選挙 | 2021年 | 美延映夫 | 日本維新の会 |
| 第50回衆議院議員総選挙 | 2024年 | 美延映夫 | 日本維新の会 |

## 選挙結果
時の内閣：第1次石破内閣 解散日：2024年10月9日 公示日：2024年10月15日
当日有権者数：41万4741人 最終投票率：54.37%（前回比：3.96%） （全国投票率：53.85%（2.08%））
| 当落 | 候補者名   | 年齢 | 所属党派     | 新旧 | 得票数   | 得票率 | 惜敗率 | 推薦・支持               | 重複 |
| ---- | ---------- | ---- | ------------ | ---- | -------- | ------ | ------ | ------------------------ | ---- |
| 当   | 美延映夫   | 63   | 日本維新の会 | 前   | 94,129票 | 43.14% | ――     |                          |      |
|      | 中山泰秀   | 54   | 自由民主党   | 元   | 64,424票 | 29.53% | 68.44% | 公明党推薦               |      |
|      | 清水忠史   | 56   | 日本共産党   | 元   | 33,585票 | 15.39% | 35.68% | 社会民主党大阪府連合推薦 | ○    |
|      | 黒川洋司   | 52   | 参政党       | 新   | 20,038票 | 9.18%  | 21.29% |                          |      |
|      | 寺川幸生栄 | 62   | 無所属       | 新   | 6,008票  | 2.75%  | 6.38%  |                          | ×    |

時の内閣：第1次岸田内閣 解散日：2021年10月14日 公示日：2021年10月19日
当日有権者数：40万8256人 最終投票率：58.33%（前回比：8.59%） （全国投票率：55.93%（2.25%））
| 当落 | 候補者名 | 年齢 | 所属党派     | 新旧 | 得票数    | 得票率 | 惜敗率 | 推薦・支持 | 重複 |
| ---- | -------- | ---- | ------------ | ---- | --------- | ------ | ------ | ---------- | ---- |
| 当   | 美延映夫 | 60   | 日本維新の会 | 前   | 107,585票 | 46.15% | ――     |            | ○    |
|      | 中山泰秀 | 51   | 自由民主党   | 前   | 72,835票  | 31.24% | 67.70% | 公明党推薦 | ○    |
|      | 吉田治   | 59   | 立憲民主党   | 元   | 28,254票  | 12.12% | 26.26% |            | ○    |
|      | 清水忠史 | 53   | 日本共産党   | 前   | 24,469票  | 10.50% | 22.74% |            | ○    |

時の内閣：第3次安倍第3次改造内閣 解散日：2017年9月28日 公示日：2017年10月10日
当日有権者数：39万850人 最終投票率：49.74%（前回比：0.5%） （全国投票率：53.68%（1.02%））
| 当落 | 候補者名 | 年齢 | 所属党派     | 新旧 | 得票数   | 得票率 | 惜敗率 | 推薦・支持               | 重複 |
| ---- | -------- | ---- | ------------ | ---- | -------- | ------ | ------ | ------------------------ | ---- |
| 当   | 中山泰秀 | 47   | 自由民主党   | 前   | 80,083票 | 42.29% | ――     | 公明党推薦               | ○    |
|      | 美延映夫 | 56   | 日本維新の会 | 新   | 72,446票 | 38.26% | 90.46% |                          | ○    |
|      | 清水忠史 | 49   | 日本共産党   | 前   | 36,825票 | 19.45% | 45.98% | 社会民主党大阪府連合推薦 | ○    |

- 吉田は希望の党公認で比例北陸信越ブロック単独で立候補した（落選）。
- 清水は宮本岳志の補欠選挙出馬に伴う議員失職により2019年4月17日に繰り上げ当選。
- 美延は谷畑孝の議員辞職により2020年4月16日に繰り上げ当選[5]。これにより中山、清水、美延の立候補者全員が衆議院議員となった。

時の内閣：第2次安倍改造内閣 解散日：2014年11月21日 公示日：2014年12月2日
当日有権者数：43万4977人 最終投票率：50.24% （全国投票率：52.66%（6.66%））
| 当落 | 候補者名 | 年齢 | 所属党派   | 新旧 | 得票数   | 得票率 | 惜敗率 | 推薦・支持 | 重複 |
| ---- | -------- | ---- | ---------- | ---- | -------- | ------ | ------ | ---------- | ---- |
| 当   | 中山泰秀 | 44   | 自由民主党 | 前   | 82,538票 | 38.87% | ――     | 公明党推薦 | ○    |
| 比当 | 吉村洋文 | 39   | 維新の党   | 新   | 74,101票 | 34.90% | 89.78% |            | ○    |
| 比当 | 清水忠史 | 46   | 日本共産党 | 新   | 31,478票 | 14.83% | 38.14% |            | ○    |
|      | 吉田治   | 52   | 無所属     | 元   | 24,213票 | 11.40% | 29.34% |            | ×    |

- 吉村は、2015年大阪市長選挙出馬（当選）のため2015年10月1日に辞職。

時の内閣：野田第3次改造内閣 解散日：2012年11月16日 公示日：2012年12月4日 （全国投票率：59.32%（9.96%））
| 当落 | 候補者名 | 年齢 | 所属党派     | 新旧 | 得票数   | 得票率 | 惜敗率 | 推薦・支持     | 重複 |
| ---- | -------- | ---- | ------------ | ---- | -------- | ------ | ------ | -------------- | ---- |
| 当   | 村上政俊 | 29   | 日本維新の会 | 新   | 95,452票 | 38.64% | ――     | みんなの党推薦 | ○    |
| 比当 | 中山泰秀 | 42   | 自由民主党   | 元   | 89,894票 | 36.39% | 94.18% | 公明党推薦     | ○    |
|      | 吉田治   | 50   | 民主党       | 前   | 30,563票 | 12.37% | 32.02% | 国民新党推薦   | ○    |
|      | 清水忠史 | 44   | 日本共産党   | 新   | 25,694票 | 10.40% | 26.92% |                | ○    |
|      | 井上幸洋 | 63   | 社会民主党   | 新   | 5,438票  | 2.20%  | 5.70%  |                | ○    |

時の内閣：麻生内閣 解散日：2009年7月21日 公示日：2009年8月18日 （全国投票率：69.28%（1.77%））
| 当落 | 候補者名   | 年齢 | 所属党派   | 新旧 | 得票数    | 得票率 | 惜敗率 | 推薦・支持 | 重複 |
| ---- | ---------- | ---- | ---------- | ---- | --------- | ------ | ------ | ---------- | ---- |
| 当   | 吉田治     | 47   | 民主党     | 元   | 135,411票 | 50.81% | ――     |            | ○    |
|      | 中山泰秀   | 38   | 自由民主党 | 前   | 98,576票  | 36.98% | 72.80% |            | ○    |
|      | 長谷川良雄 | 59   | 日本共産党 | 新   | 28,432票  | 10.67% | 21.00% |            |      |
|      | 春山美一   | 40   | 幸福実現党 | 新   | 4,111票   | 1.54%  | 3.04%  |            |      |

時の内閣：第2次小泉改造内閣 解散日：2005年8月8日 公示日：2005年8月30日 （全国投票率：67.51%（7.65%））
| 当落 | 候補者名   | 年齢 | 所属党派   | 新旧 | 得票数    | 得票率 | 惜敗率 | 推薦・支持 | 重複 |
| ---- | ---------- | ---- | ---------- | ---- | --------- | ------ | ------ | ---------- | ---- |
| 当   | 中山泰秀   | 34   | 自由民主党 | 前   | 132,072票 | 52.25% | ――     |            | ○    |
|      | 吉田治     | 43   | 民主党     | 前   | 91,756票  | 36.30% | 69.47% |            | ○    |
|      | 長谷川良雄 | 55   | 日本共産党 | 新   | 28,931票  | 11.45% | 21.91% |            |      |

時の内閣：第1次小泉第2次改造内閣 解散日：2003年10月10日 公示日：2003年10月28日 （全国投票率：59.86%（2.63%））
| 当落 | 候補者名   | 年齢 | 所属党派   | 新旧 | 得票数   | 得票率 | 惜敗率 | 推薦・支持 | 重複 |
| ---- | ---------- | ---- | ---------- | ---- | -------- | ------ | ------ | ---------- | ---- |
| 当   | 吉田治     | 41   | 民主党     | 元   | 92,470票 | 44.79% | ――     |            | ○    |
| 比当 | 中山泰秀   | 33   | 自由民主党 | 新   | 87,187票 | 42.24% | 94.29% |            | ○    |
|      | 長谷川良雄 | 53   | 日本共産党 | 新   | 26,776票 | 12.97% | 28.96% |            |      |

- 前田正は出馬を断念し、吉田治の支持に回った。

時の内閣：第1次森内閣 解散日：2000年6月2日 公示日：2000年6月13日 （全国投票率：62.49%（2.84%））
| 当落 | 候補者名   | 年齢 | 所属党派   | 新旧 | 得票数   | 得票率 | 惜敗率 | 推薦・支持 | 重複 |
| ---- | ---------- | ---- | ---------- | ---- | -------- | ------ | ------ | ---------- | ---- |
| 当   | 中山正暉   | 68   | 自由民主党 | 前   | 63,290票 | 30.71% | ――     |            | ○    |
|      | 吉田治     | 38   | 民主党     | 前   | 54,038票 | 26.22% | 85.38% |            | ○    |
|      | 長谷川良雄 | 50   | 日本共産党 | 新   | 36,804票 | 17.86% | 58.15% |            |      |
|      | 前田正     | 53   | 改革クラブ | 前   | 34,476票 | 16.73% | 54.47% |            |      |
|      | 村上史好   | 48   | 自由党     | 新   | 17,450票 | 8.47%  | 27.57% |            | ○    |

- 中山正暉はこの選挙を最後に引退し、地盤を息子の中山泰秀（親子同時議員を目指し41回は5区、42回は比例単独候補として立候補も落選）に譲った。吉田は41回は比例単独候補として当選（新進党）。村上は民由合併後6区に国替えし45回に初当選。

時の内閣：第1次橋本内閣 解散日：1996年9月27日 公示日：1996年10月8日 （全国投票率：59.65%（8.11%））
| 当落 | 候補者名 | 年齢 | 所属党派   | 新旧 | 得票数   | 得票率 | 惜敗率 | 推薦・支持 | 重複 |
| ---- | -------- | ---- | ---------- | ---- | -------- | ------ | ------ | ---------- | ---- |
| 当   | 前田正   | 49   | 新進党     | 元   | 76,297票 | 38.97% | ――     |            |      |
| 比当 | 中山正暉 | 64   | 自由民主党 | 前   | 66,127票 | 33.78% | 86.67% |            | ○    |
|      | 山中智子 | 34   | 日本共産党 | 新   | 47,904票 | 24.47% | 62.79% |            |      |
|      | 加藤成一 | 56   | 無所属     | 新   | 5,439票  | 2.78%  | 7.13%  |            | ×    |